# 길은혜
길은혜(1988년 10월 5일 ~ )는 대한민국의 배우이다.

## 학력
- 안양예술고등학교 연극영화과 (졸업)
- 건국대학교 예술학부 영화전공 (졸업)

## 연기 활동

### 드라마
- 1999년 MBC 월화 특별기획 드라마 《허준》... 예진을 뒤따르는 소녀 역
- 2003년 KBS1 대하드라마 《무인시대》
- 2012년 KBS2 월화 미니시리즈 《학교 2013》 ... 길은혜 역
- 2013년 MBC Queen 금요 10부작 미니시리즈 《네일샵 파리스》 ... 미혜 역
- 2013년 KBS2 수목 미니시리즈 《예쁜 남자》
- 2014년 JTBC 저녁 일일연속극 《귀부인》 ... 소라 역
- 2014년 MBC 주말연속극 《장미빛 연인들》 ... 서주영 역
- 2015년 KBS2 금요드라마 《오렌지 마말레이드》 ... 조아라 역
- 2016년 KBS1 저녁 일일연속극 《별난 가족》 ... 강삼월 역
- 2016년 MBC 월화 미니시리즈 《캐리어를 끄는 여자》 ... 김유리 역
- 2017년 SBS 월화 미니시리즈 《사랑의 온도》 ... 이현이 역
- 2018년 채널 A 주말 미니시리즈 《커피야 부탁해》 ... 강예나 역
- 2019년 KBS2 수목 미니시리즈 《단, 하나의 사랑》 ... 금루나 역
- 2020년 TV조선 예능드라마 《어쩌다 가족》 ... 길은혜 역
- 2023년 SBS 월화 미니시리즈 《꽃선비 열애사》 ... 박혜빈 역 - 귀인

### 영화
- 1999년 영화 《텔 미 썸딩》 ... 어린 채수연 역
- 2011년 영화 《마이 블랙 미니드레스》 ... 서브작가 역
- 2011년 영화 《마마》 ... 응급실 간호사 2 역
- 2013년 영화 《젊은 예술가들》 ... 길 선생님 역
- 2013년 영화 《해독제는 없다》 ... 정화 역
- 2015년 영화 《연애의 맛》 ... 성기 옛애인 역
- 2025년 영화 《해피! 해피!》 ... 미연 역